# Station Orthez
Station Orthez is een spoorwegstation in de Franse gemeente Orthez.